# Lonban-Moschee
Die Lonban-Moschee (persisch مسجد لنبان Masdsched-e Lomban [mæsd͡ʒɛd ɛ lombɑn]) ist eine alte Moschee in Isfahan. Der Name geht auf den Standort „Lonban“ zurück, ein Stadtviertel, das zu den ältesten Isfahans gehört. Heute spiegelt die Moschee den Ruf dieser Region wider. Die Moschee wurde in jüngerer Zeit wiederaufgebaut, aber einige Teile ihres Stucks und einige Gemälde entstammen der Ära der Safawiden. Einige Inschriften der Moschee, unter anderem die Inschrift über dem Eingang, sind Werke von Mohammad Reza Emamis. Außerdem ist ein außerordentlicher Holzminbar während der Ära Safi II. in die Moschee gestellt worden, der als erlesenes Kunstwerk aus der Safawiden-Zeit gilt.
Abutorab Esfahani, der bedeutende Kalligraf der Safawiden-Ära, wurde in dieser Moschee begraben.